# 杨镇刚
杨镇刚（1942年—），男，藏族，甘肃迭部人，中华人民共和国政治人物，曾任中共甘南藏族自治州委书记，甘肃省政协副主席。